# 이라클리 가리바슈빌리

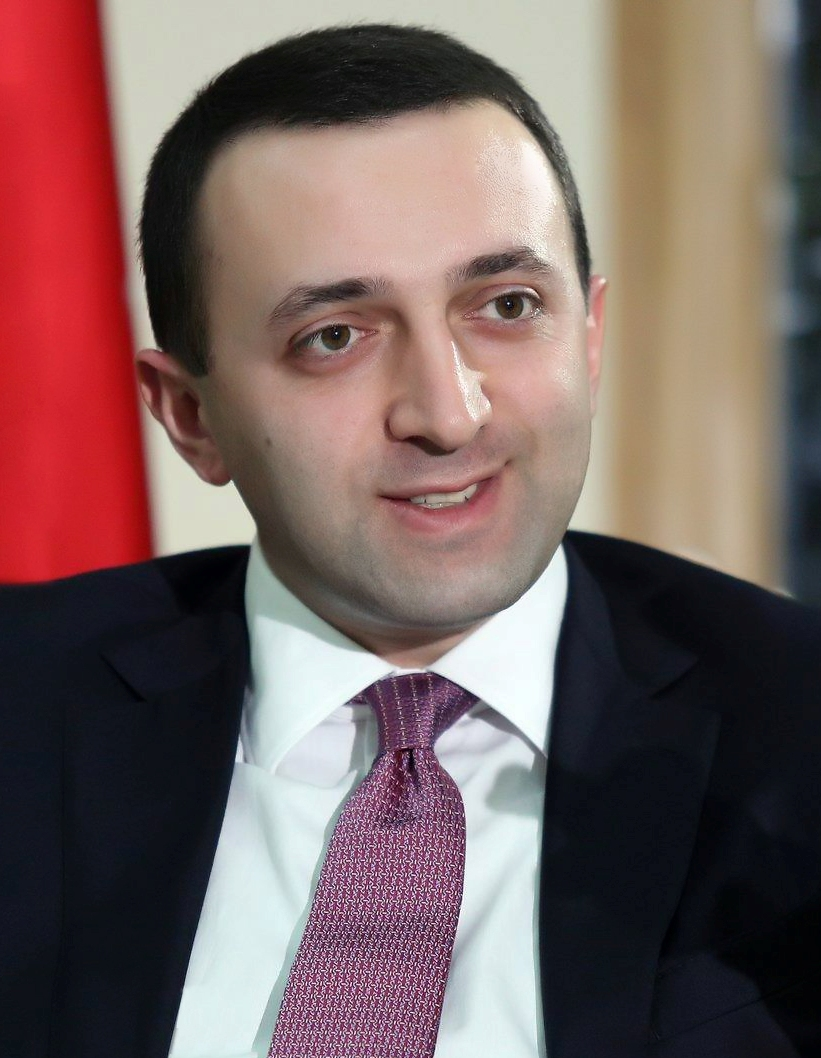
이라클리 가리바슈빌리 (2013년 촬영)

이라클리 타리엘리스 제 가리바슈빌리(조지아어: ირაკლი ტარიელის ძე ღარიბაშვილი, 1982년 6월 28일~)는 조지아의 기업인이자 정치인이다. 소속 정당은 조지아의 꿈-민주 조지아이다.

## 생애
트빌리시 출신으로, 1988년부터 1999년까지 데도플리스츠카로 제1중등학교에 재학했다. 1999년부터 2005년까지 트빌리시 대학교에서 국제 관계학을 전공하면서 석사 학위를 취득했으며, 2002년부터 2004년까지 프랑스 팡테옹 소르본 대학교에 재학했다.
2004년부터 조지아의 억만장자인 비지나 이바니슈빌리와 함께 일했는데, 처음에는 카르투 그룹이 소유했던 건설 회사인 부르지의 물류 부서에서 일했다. 2005년에는 카르투 자선 재단의 이사를 역임했고, 2007년에는 카르투 은행의 감독위원회 위원을 역임했다. 그 외에 이라클리 이바니슈빌리의 아들이자 팝 가수인 베라 이바니슈빌리가 설립한 음반 회사인 조지안 드림의 이사로도 근무했다.
2012년 2월에 비지나 이바니슈빌리가 창당한 조지아의 꿈-민주 조지아에 합류하면서 정계에 입문했다. 2012년 10월 25일부터 2013년 11월 17일까지 조지아 내무부 장관을 역임하면서 바초 아할라이아 전 내무부 장관, 이바네 메라비슈빌리 전 총리를 체포하기도 했다. 이를 두고 조지아의 야권 진영에서는 정치 보복이라고 비판했는데, 가리바슈빌리 장관은 법과 정의에 따른 것이라고 해명했다.
2013년 11월 15일부터 2015년 12월 30일까지 조지아의 꿈-민주 조지아의 총재를 역임했다. 2013년 11월 20일부터 2015년 12월 30일까지 조지아의 총리를 역임하면서, 새 조지아 헌법에 따른 안보위기 관리위원회를 설립했다. 2019년 9월 8일부터 2021년 2월 22일까지 조지아의 국방부 장관을 역임했다. 2021년에 기오르기 가하리아의 뒤를 이어 2024년까지 조지아 총리로 재임하였다.